# Fuchslochbachtal / Siepener Bachtal
Das Naturschutzgebiet Fuchslochbachtal / Siepener Bachtal liegt auf dem Gebiet der Stadt Heiligenhaus im Kreis Mettmann in Nordrhein-Westfalen.

## Lage
Das aus zwei Teilflächen bestehende etwa 14 ha große Gebiet, das im Jahr 2005 unter der Schlüsselnummer ME-022 unter Naturschutz gestellt wurde, liegt nördlich der Kernstadt von Heiligenhaus an der Kreisgrenze zu Essen. Die Teilfläche des Siepener Bachtal liegt nordöstlich des Sengenholzer Weges im Stadtteil Isenbügel und reicht bis an die Stadtgrenze von Essen-Kettwig im Stadtteil Laupendahler Höhe. Die zweite Teilfläche umfasst den Ober- und Mittellauf des Fuchslochbaches östlich der Frankfurter Straße. Der Unterlauf des Fuchslochbaches – westlich der Frankfurter Straße – liegt bereits im NSG Vogelsangbachtal.

## Beschreibung
Das Naturschutzgebiet beherbergt eines der bedeutendsten Hirschkäfer-Vorkommen in NRW. Bei dem Fuchslochbachtal handelt es sich um einen tief eingekerbten Siepen mit steilen Hanglaubwäldern, die einen hohen Altholzanteil aufweisen. Das Bachtal ist naturnah ausgebildet, weist aber wegen seine starken Beschattung keine Unterwasservegetation auf. Der südexponierte Hang des Steinbergs auf der Nordseite des Fuchslochbaches weist lichte Eichen-Birkenbestände mit einem hohen Anteil an stehendem und liegendem Totholz auf. Terrassen einer ehemaligen landwirtschaftlichen Nutzung sind noch zu erkennen, alte Obstbäume meist abgestorben. Auf dem gegenüberliegenden Steilhang südlich des Baches stockt bis an den Bach ein Buchenwald mit überwiegend mittlerem bis starkem Baumholz. In der spärlichen Strauch- und Krautschicht wachsen Stechpalme und Hainsimse.
Auch das Siepener Bachtal im Nordosten ist ein tief eingekerbtes naturnahes Bachtal mit alt- und totholzreichem Eichen-Buchenwald und Bergahorn. Im Fachinformationssystem des Landesamtes für Natur, Umwelt und Verbraucherschutz in NRW wird das Gebiet wie folgt beschrieben:

„[…] Am Südwest-Rand des Waldes wurde ein Hirschkäfermeiler angelegt. Besondere Bedeutung kommt dem Gebiet durch das Vorkommen des bundesweit stark gefährdeten Hirschkäfers zu. Die alt- und totholzreichen Buchen- und Eichenwälder sind daneben wertvoll für weitere totholzbewohnende Insekten sowie höhlenbrütende Vogelarten, wie z.B. Kleinspecht und Schwarzspecht. Der naturnah ausgeprägte Fuchslochbach (§ 62-Biotop) ist Lebensraum verschiedener Amphibienarten. Aus floristischer Sicht bedeutsam ist das Vorkommen des Haar-Schafschwingels. Die alt- und totholzreichen Waldbestände sowie der naturnahe Bach sind ein wichtiger Trittsteinbiotop zwischen den großen Waldgebieten Vogelsangbachtal und Ratinger Wälder.“

## Schutzziele
Schutzziele sind:
- Erhaltung und Sicherung eines der bedeutendsten Hirschkäfer-Vorkommen in NRW durch ein genügend dichtes Netz geeigneter Brutbäume, insbesondere starkes und stehendes Tot- und Altholz von Eichen,
- Erhaltung der vorhandenen alt- und totholzreichen Eichen- und Hainsimsen-Buchenwälder (FFH-Lebensraumtyp 9110),
- Erhaltung des naturnahen Fuchslochbaches und Siepener Baches,
- Entwicklung lichter Eichenwaldbereiche als Lebensraum für den Hirschkäfer,
- Vermehrung des Hainsimsen-Buchenwaldes und
- Wiederherstellung von Magergrünland.

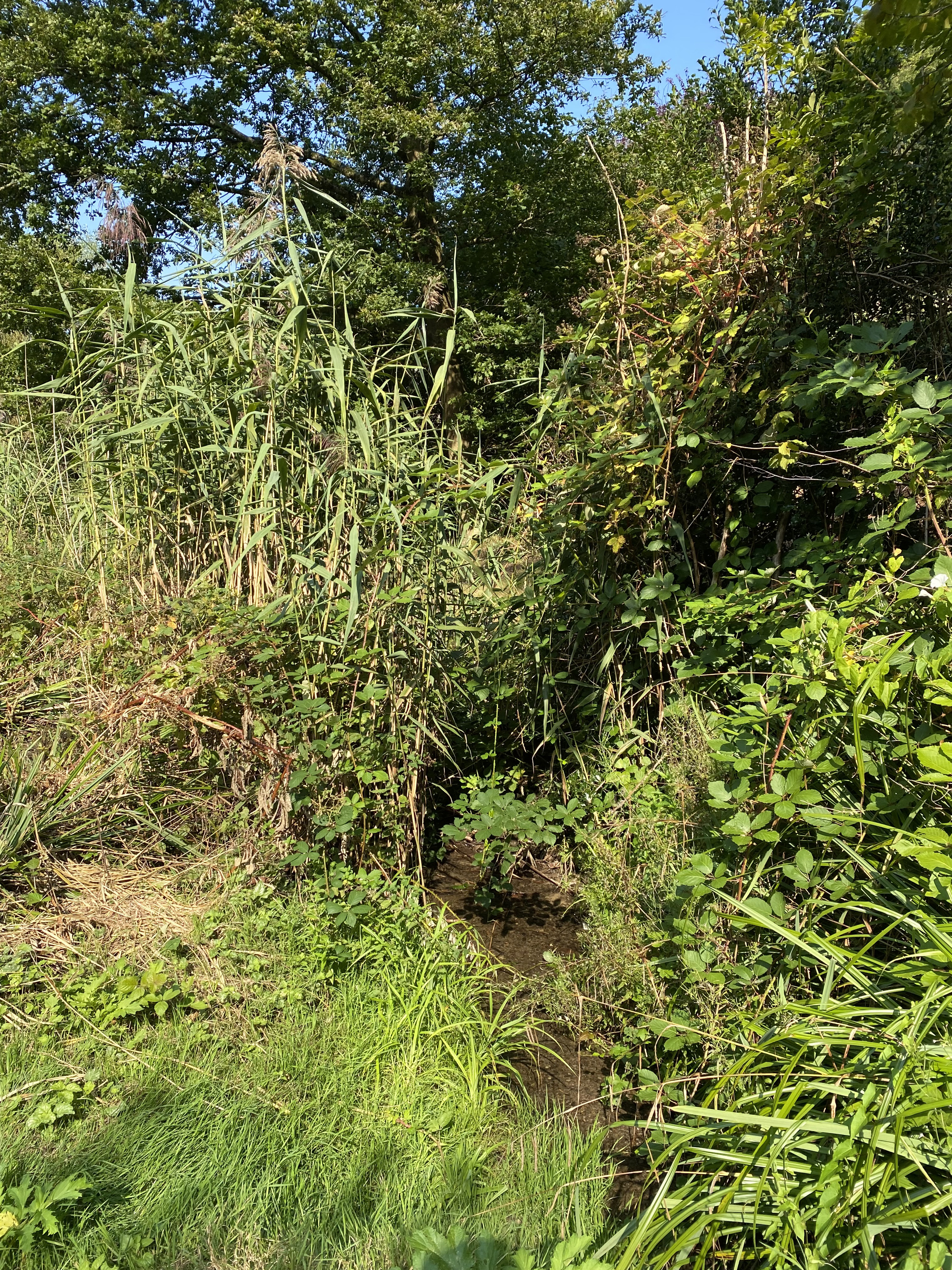
Schilf am Fuchslochbach
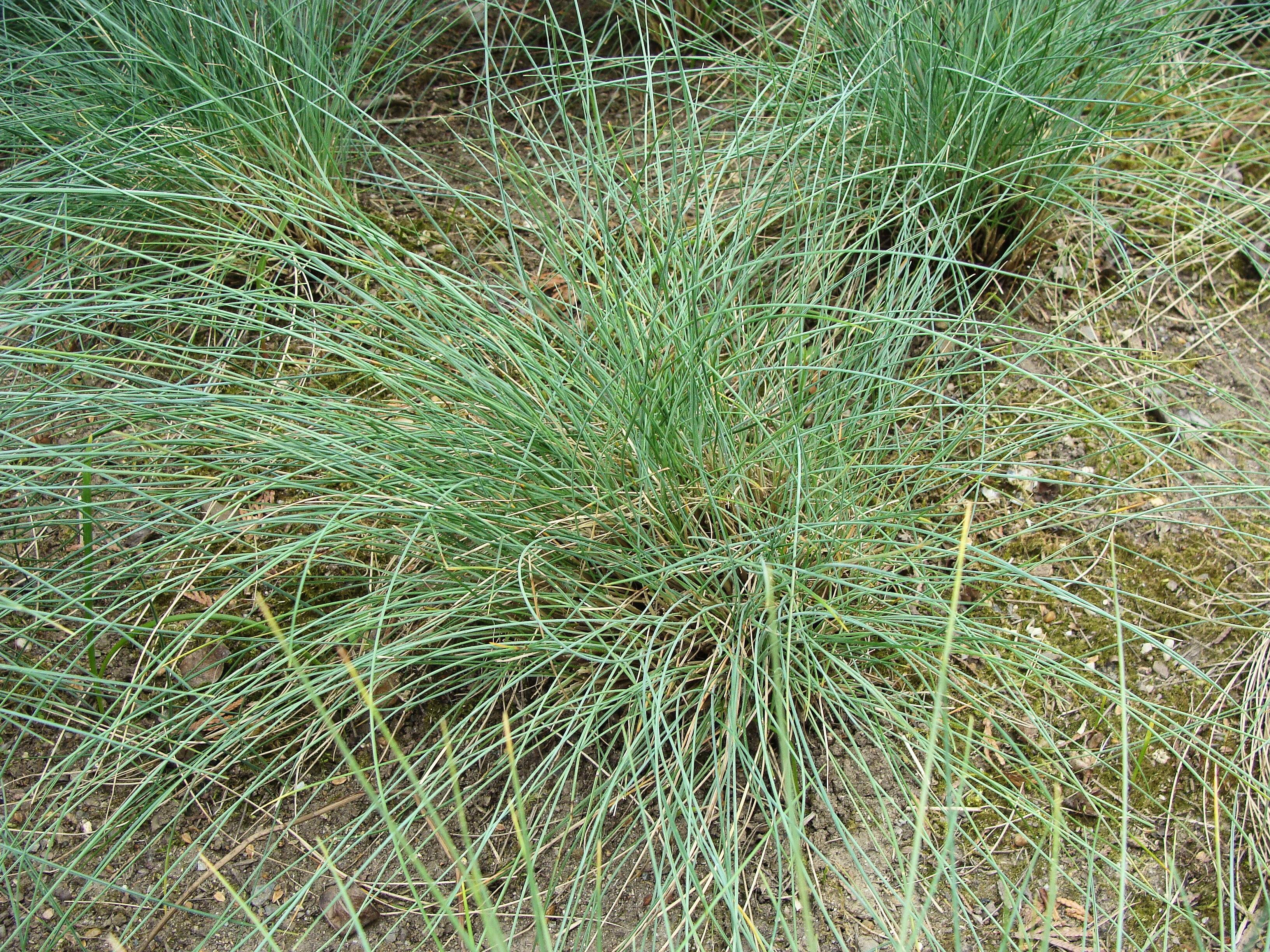
Haar-Schafschwingel (Festuca filiformis)
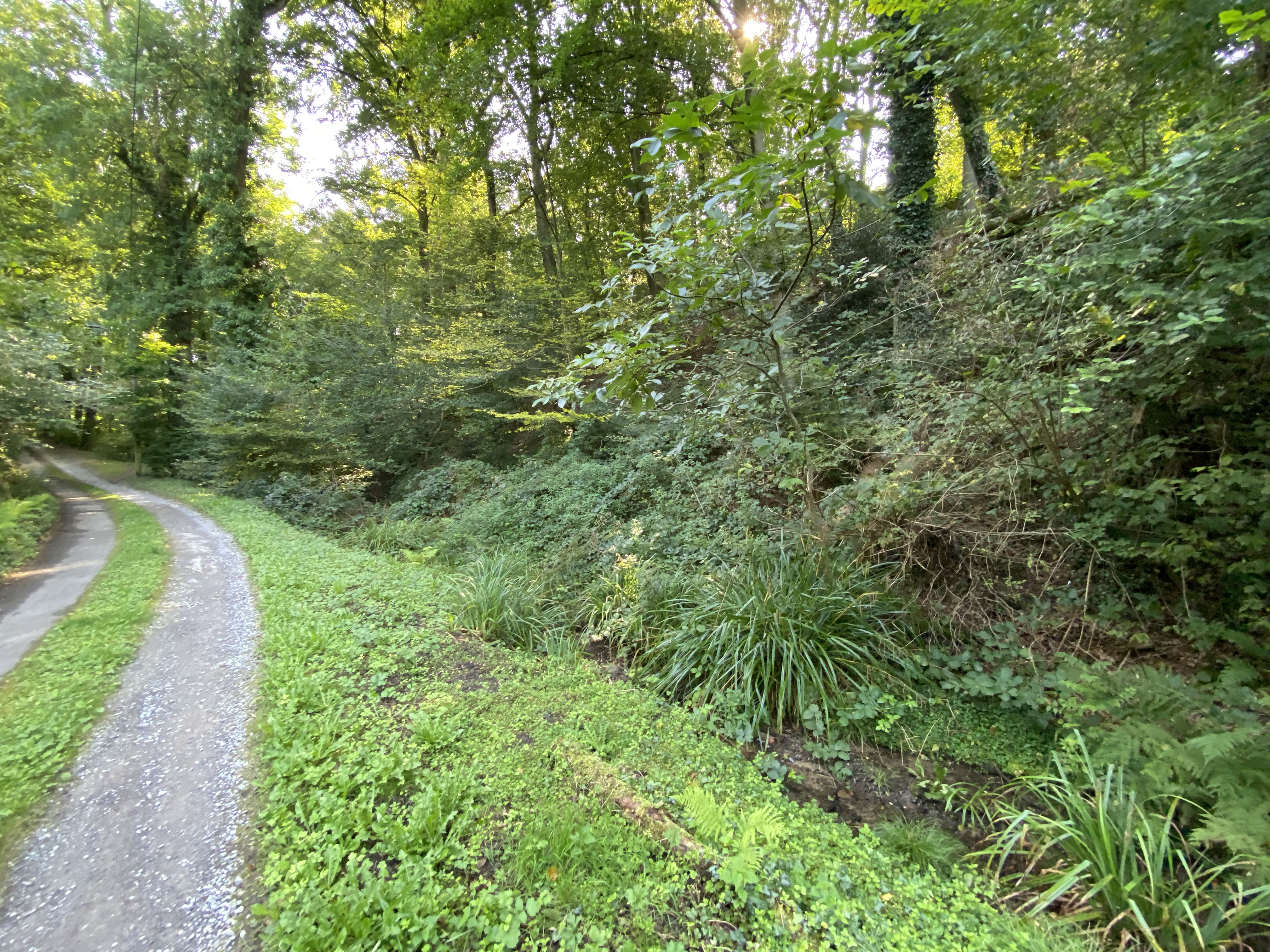
Fuchslochbach
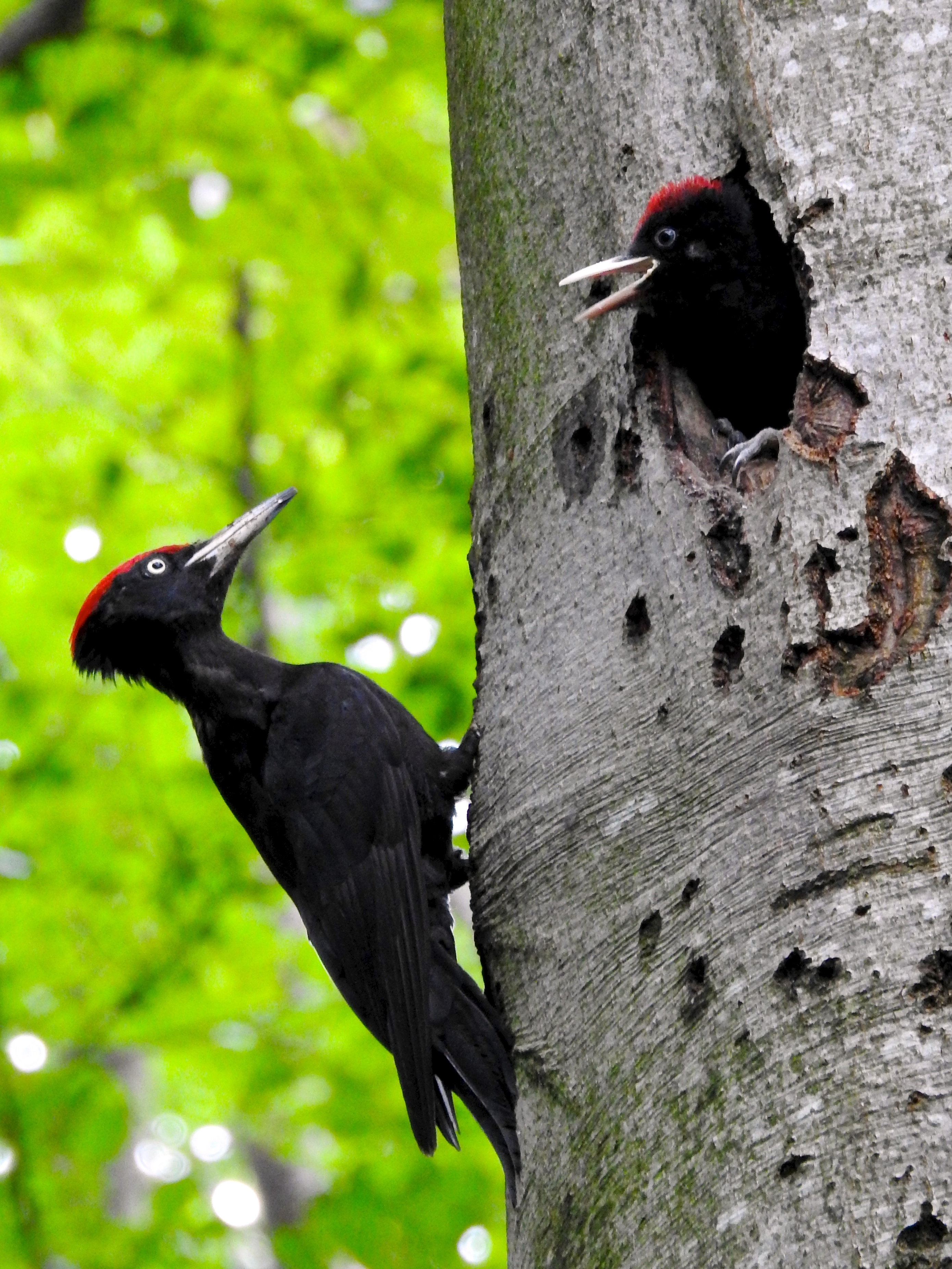
Schwarzspecht – Nachwuchsfütterung
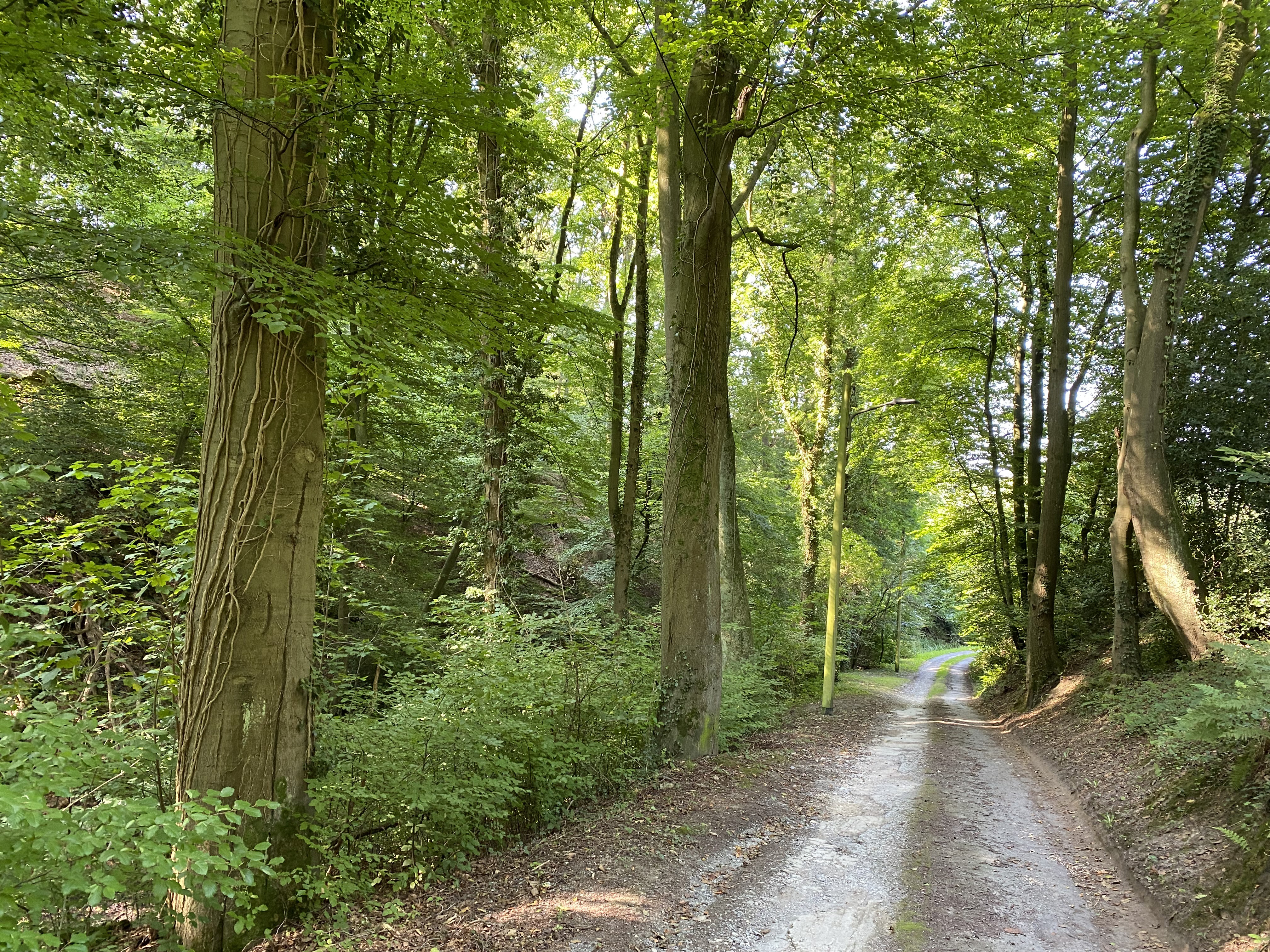
Alt- und Starklaubholz am Fuchslochbachtal
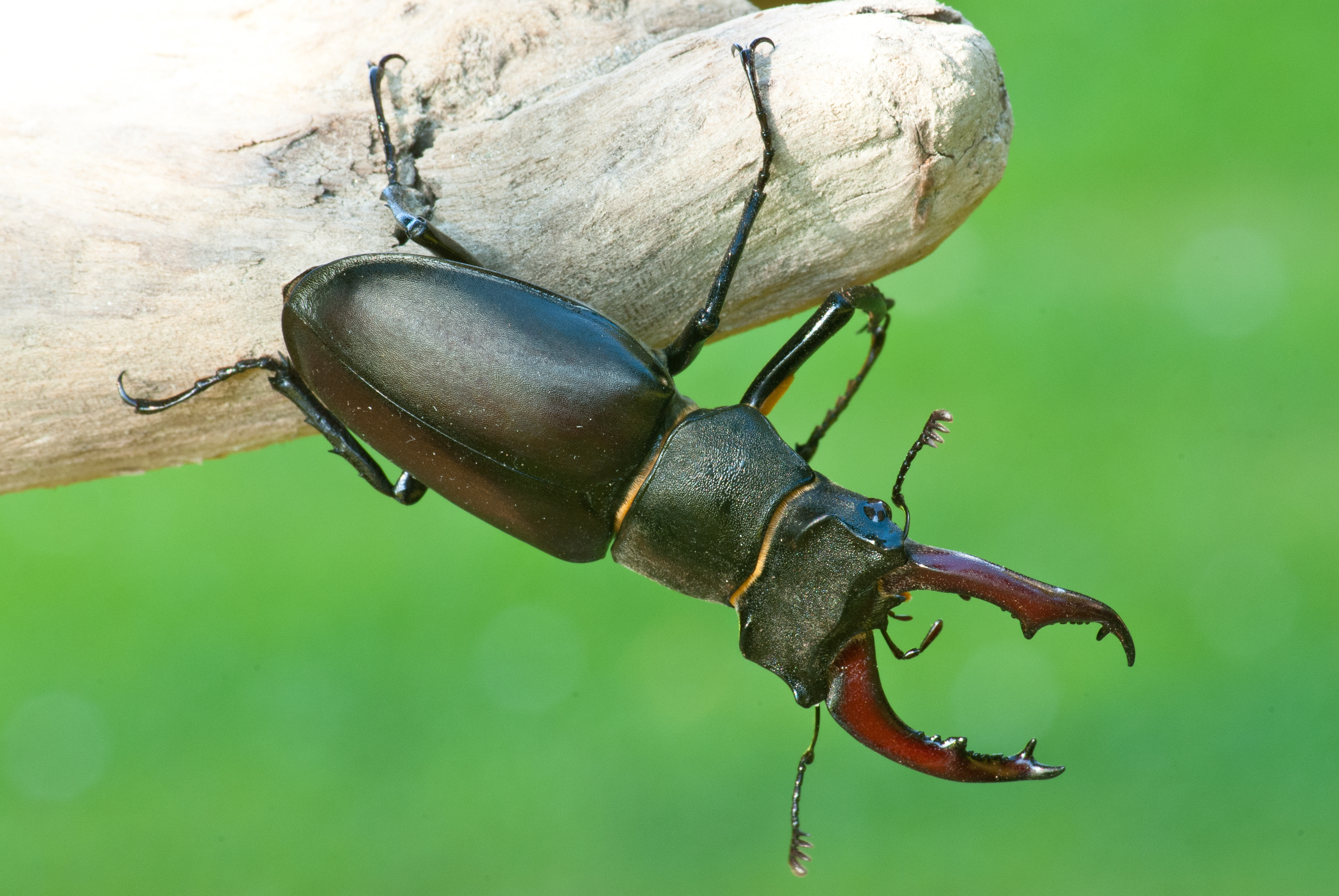
Hirschkäfer – auf Eichentotholz angewiesen
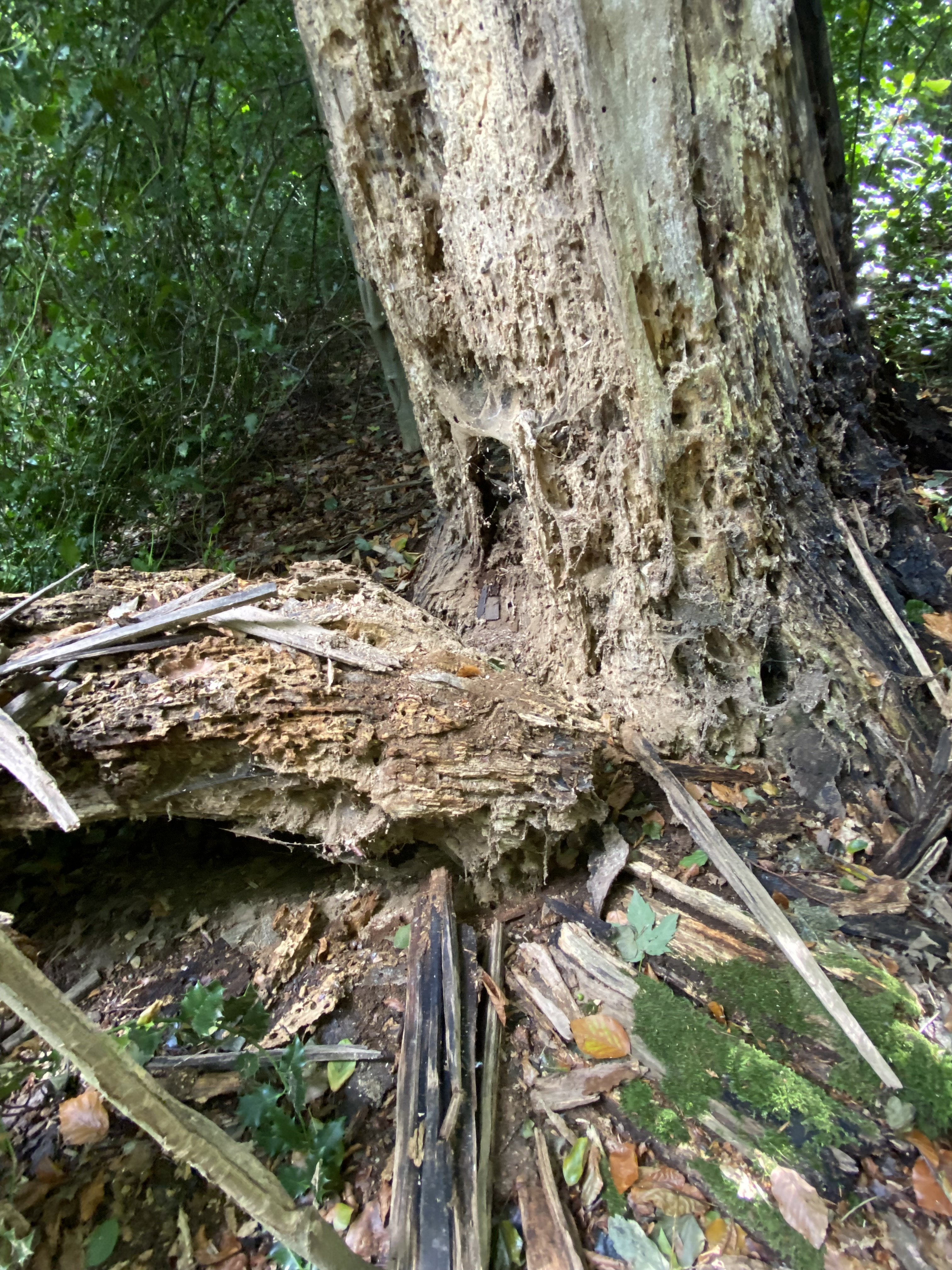
Totholzstamm im Siepener Bachtal
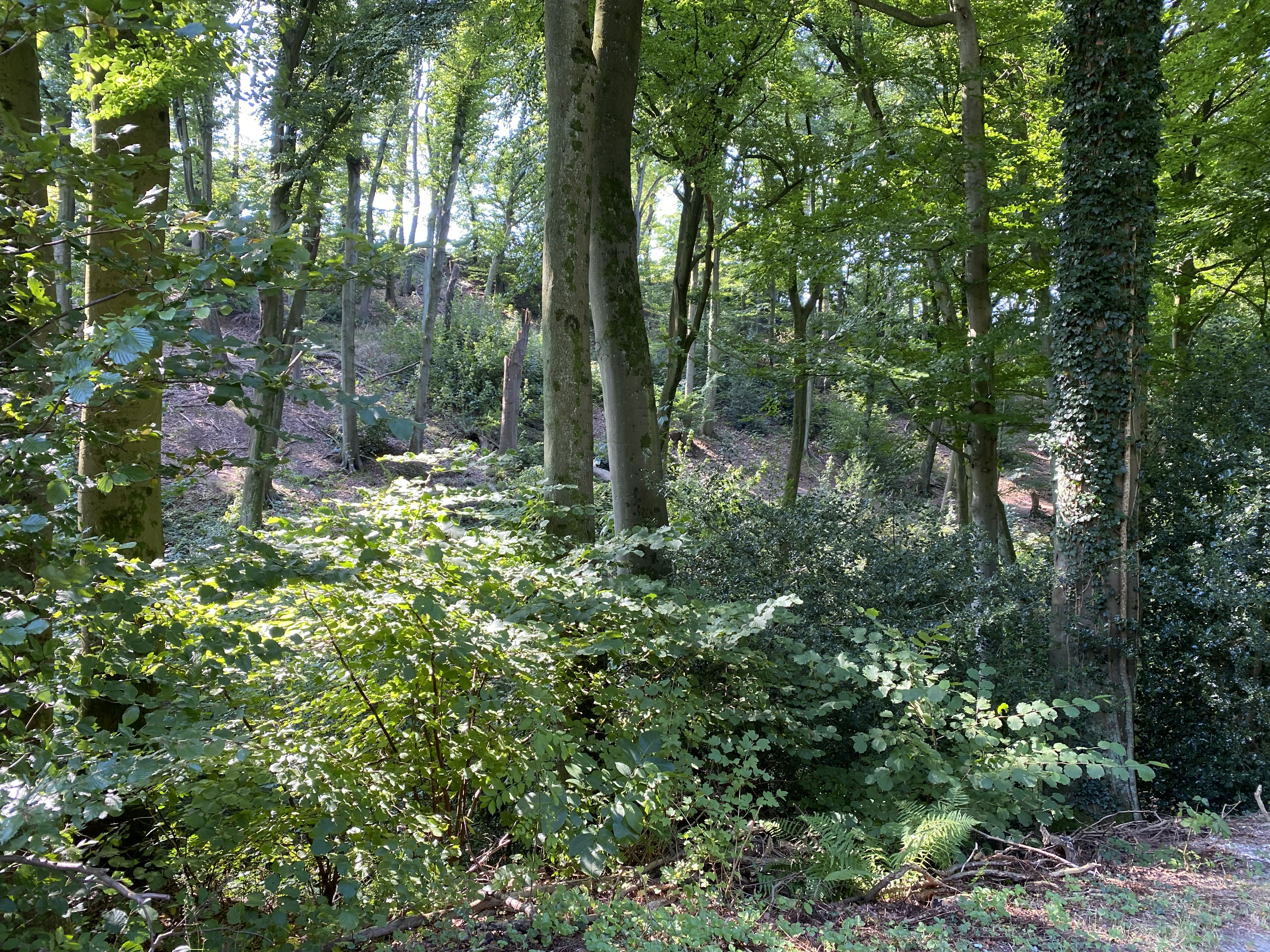
Steilhangwald mit reichlich Totholz
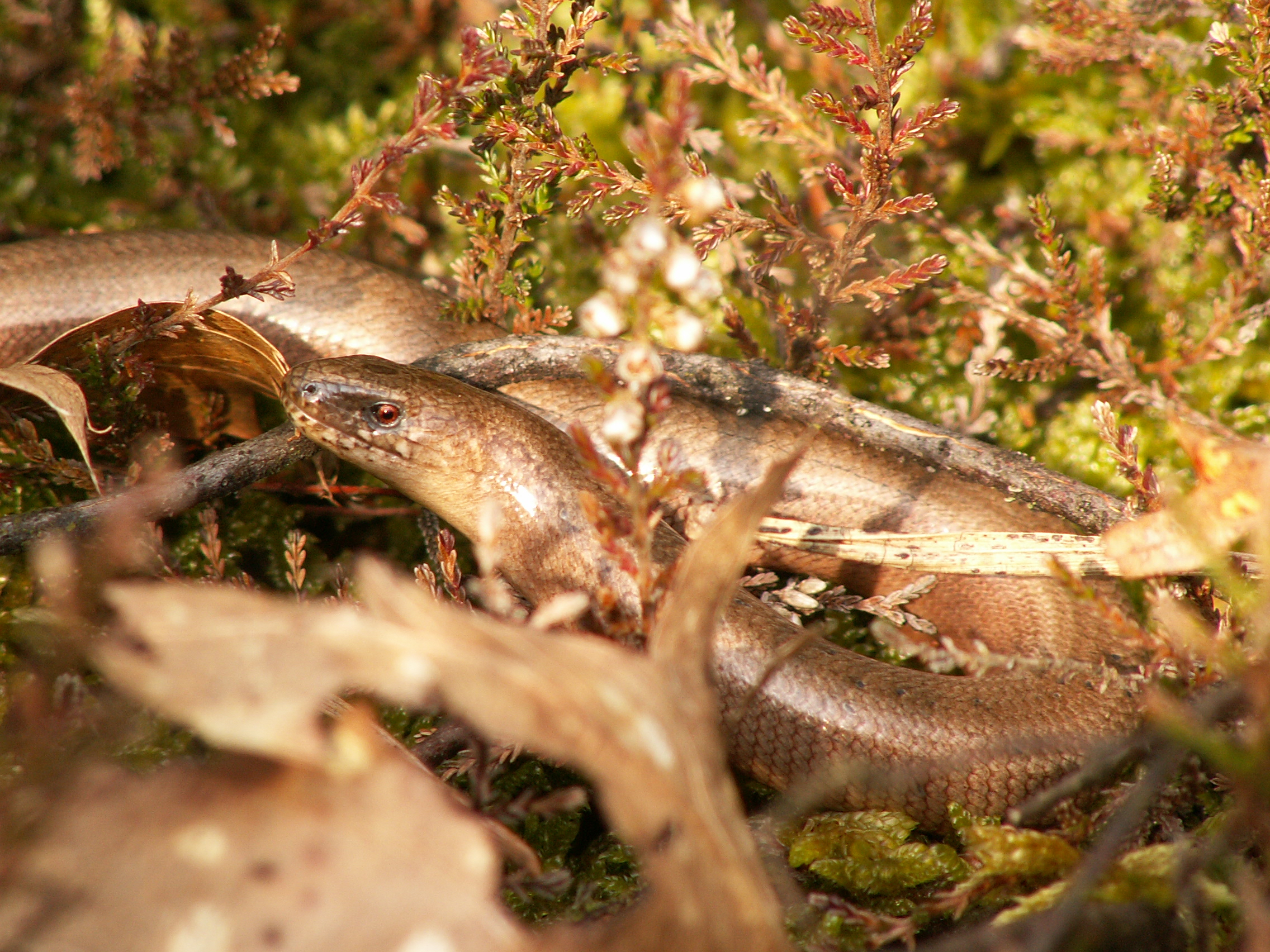
Blindschleiche liebt ebenfalls das Totholz
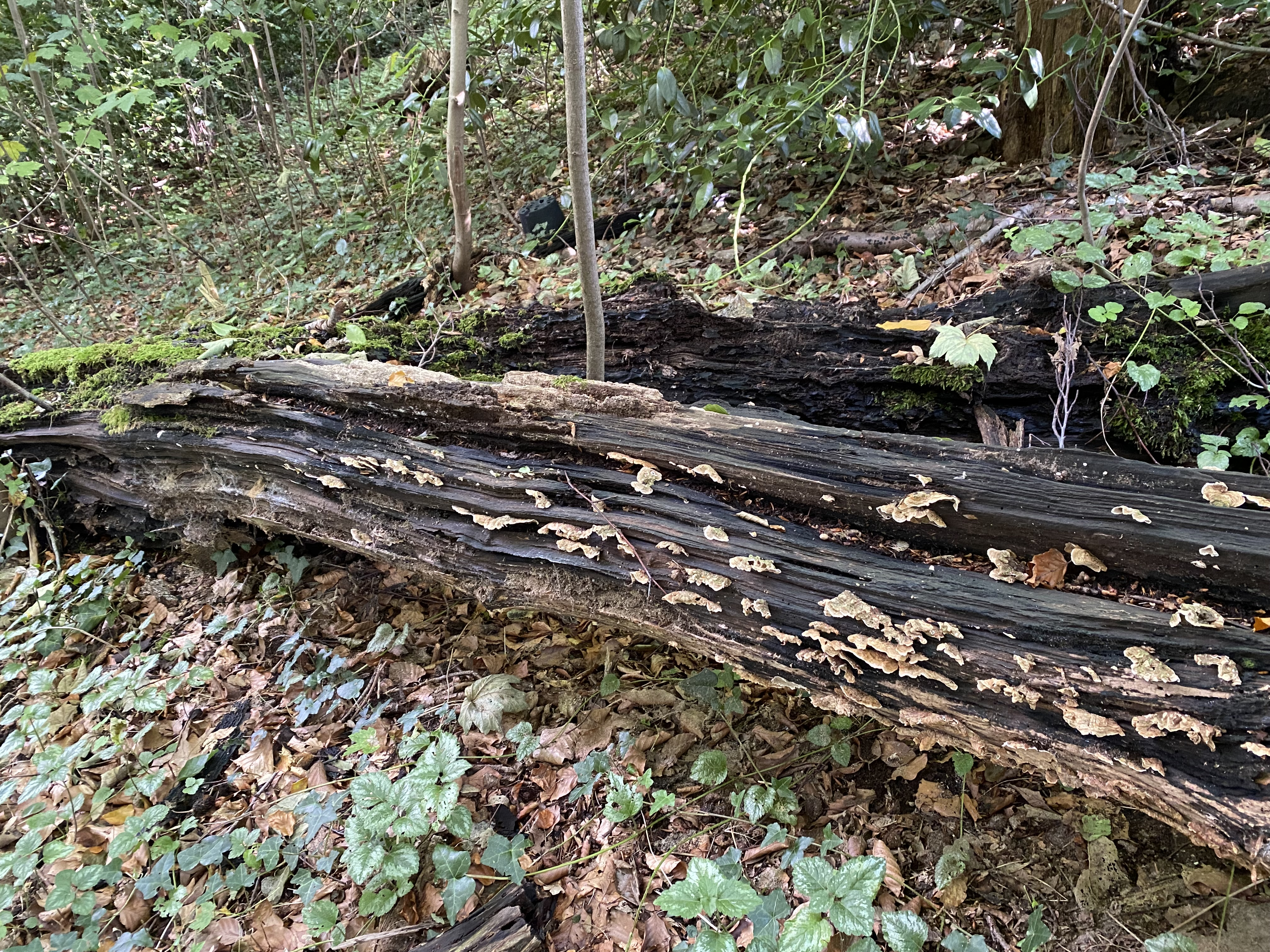
Baumpilze bei der Zersetzungsarbeit
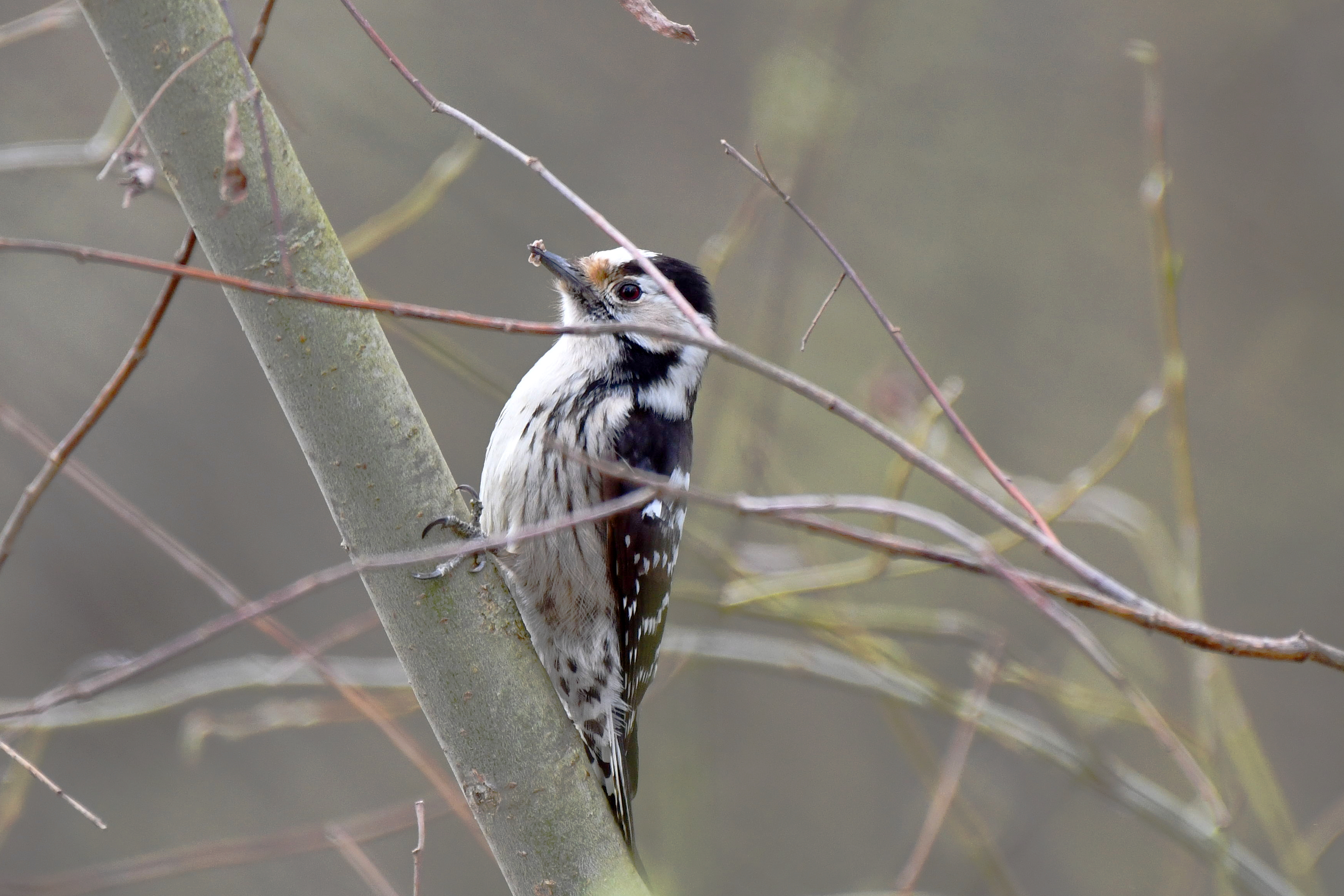
Kleinspecht hat besondere Lebensraum-Anprüche
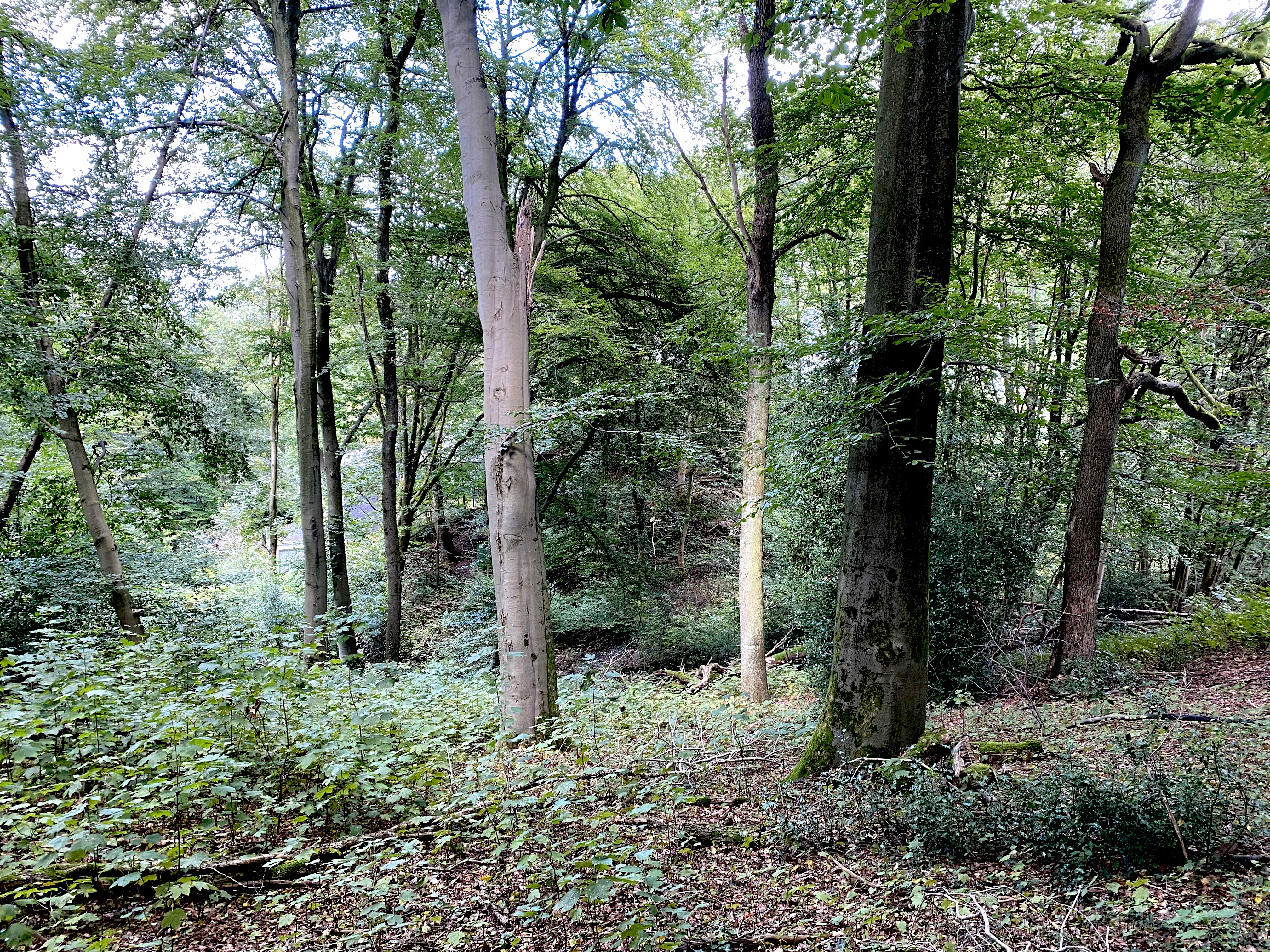
Siepener Bachtal – gesunder Mischwald in unterschiedlichen Arten u. Altersklassen